# Ductus arteriosus

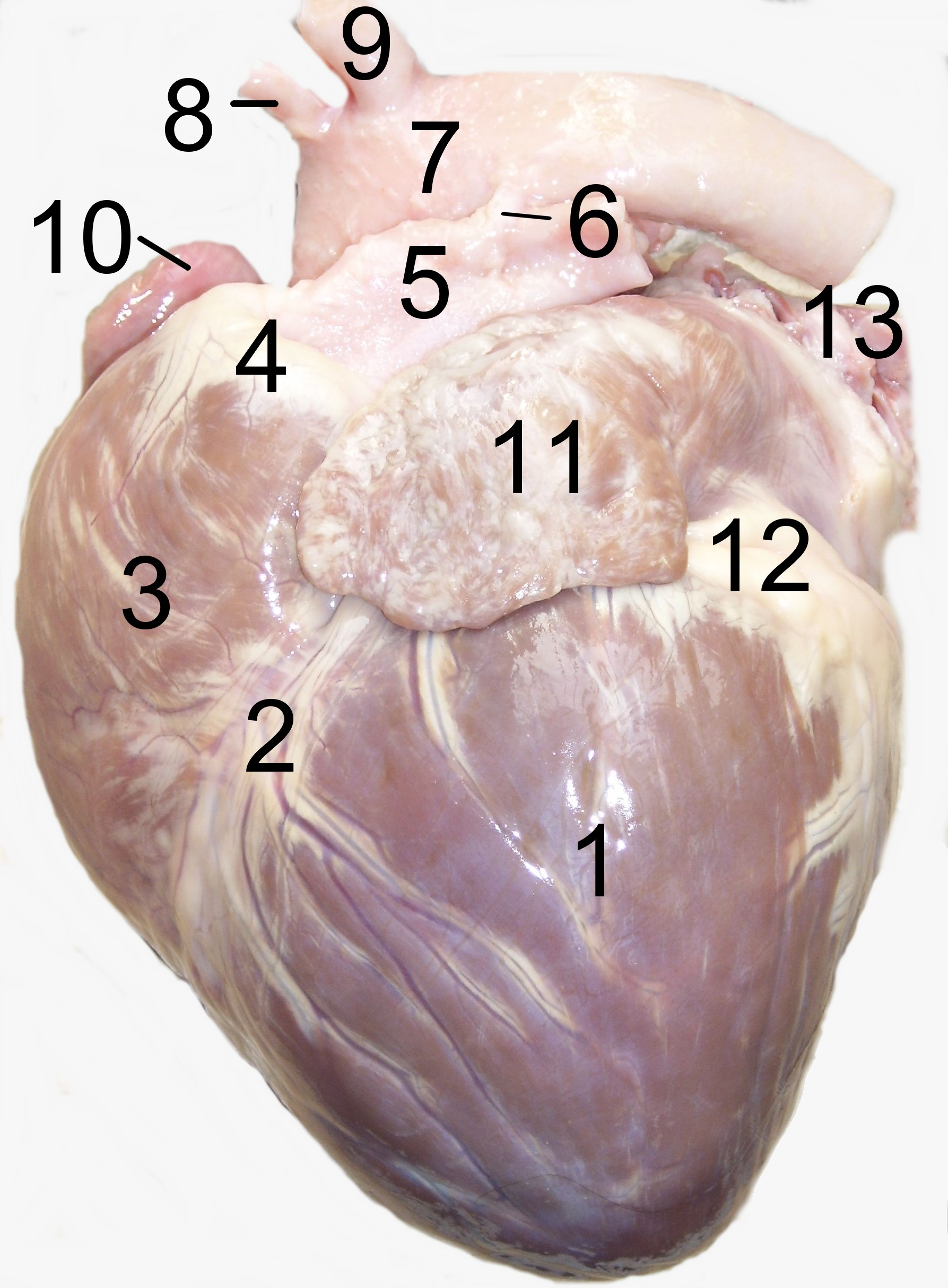
Herz eines Hundes, Nr. 6 zum Ligamentum arteriosum zurückgebildeter Ductus arteriosus

Der Ductus arteriosus (auch Ductus arteriosus Botalli, Ductus Botalli oder Ductus arteriosus Harvey genannt) ist im fetalen (vorgeburtlichen) Blutkreislauf die Gefäßverbindung zwischen der Hauptschlagader (Aorta) und dem Lungenarterienstamm (Truncus pulmonalis). Da die Lunge noch nicht belüftet ist und somit auch noch kaum durchblutet wird, fließt das Blut über den Ductus arteriosus aus dem Truncus pulmonalis direkt in die Aorta.

## Pränatale Entwicklung
Embryonal entsteht der Ductus arteriosus aus der linken 6. Kiemenbogenarterie.
Nichtsteroidale Antirheumatika (NSAR), wie z. B. Ibuprofen, können im Rahmen der pränatalen (vorgeburtlichen) Entwicklung zum vorzeitigen Verschluss des fetalen Ductus arteriosus führen, da sich dessen Empfindlichkeit mit zunehmendem Gestationsalter erhöht.

## Postnatale Entwicklung
Der Ductus arteriosus verschließt sich (obliteriert) normalerweise in den ersten Lebenstagen bis -wochen nach der Geburt (postnatal) und bildet das Ligamentum arteriosum, welches als Bindegewebsstrang den Truncus pulmonalis mit dem Aortenbogen verbindet. Dieser Prozess wird ausgelöst durch einen postnatalen Anstieg des Sauerstoff-Partialdrucks (pO2) bei Einsetzen der Atmung. Die Intima (innere Schicht) des Ductus proliferiert und die glatte Muskulatur kontrahiert aktiv. Unterbleibt die physiologische Obliteration des Ductus arteriosus, spricht man von einem persistierenden Ductus arteriosus.
In Verbindung mit verschiedenen komplexen angeborenen Herzfehlern wird ein Ductus arteriosus hingegen durch die Gabe von Prostaglandinen künstlich offengehalten, um das Überleben der Kinder sicherzustellen. Beispielsweise kommt es im Fall einer Transposition der großen Arterien (TGA) zu einer Separation von Körper- und Lungenkreislauf. Ein offener Ductus arteriosus (oder ein offenes Foramen ovale) stellt dann die einzige Möglichkeit dar, das in der Lunge mit Sauerstoff angereicherte Blut im Körper zu verteilen.
Eine weitere Verbindung zwischen Pulmonalkreislauf und Körperkreislauf im fetalen Kreislauf ist das Foramen ovale, welches eine Öffnung zwischen rechtem und linkem Herzvorhof darstellt und sich postnatal zur im rechten Herzvorhof als Fossa ovalis sichtbaren Struktur verschließt.

## Erforschungsgeschichte
Der Ductus arteriosus wurde bereits von Galen (1. Jahrhundert) beschrieben, seine Bedeutung aber erst 1628 durch William Harvey erkannt. Dass die Entdeckung fälschlicherweise Leonardo Botallo zugeordnet wurde, entstand durch einen Übersetzungsfehler Van Hornes, der 1680 eine Sammelausgabe von Botallos Werken erstellte.
Der erste erfolgreiche Verschluss eines persistierenden Ductus arteriosus gelang 1938 Robert E. Gross und Hubbard durch Ductusligatur.
Diese Ligaturoperation erfolgt durch einen Schnitt zwischen Rippen hindurch von außen am Herz. Der Ductus stellt eine außen am Herz sichtbare kurze Verbindungsleitung dar. Der Ductus kann
- von außen mit einem Metallclip abgeklemmt werden oder
- es wird ein Bändchen unter dem Ductus durchgespielt, rundum gelegt und ähnlich einem Kabelbinder zugezogen.

Der Ductus verschließt sich dann auch durch Zusammenwachsen des Gewebes, der Clip kann abfallen.
Alternativ wird minimalinvasiv ein „Schirmchen“ in den Ductus als Sperre eingesetzt. Der Zugang erfolgt via Leistenvene. Per Katheter schiebt die Operateurin die kleine Vorrichtung während Bildgebung durch Ultraschall und Röntgen ins Herz und den Ductus. Hier wird das (doppelte) Schirmchen aufgespannt, um den Durchlass zu verschließen. Bisher konnten Kinder erst ab 6 kg Körpergewicht operiert werden. Mit einem Piccolo-Schirmchen wurde 2023 am Herz- und Diabeteszentrum NRW in Bad Oeynhausen ein frühgeborenes Kind mit 1200 g Körpergewicht operiert.